# 김해숙
김해숙은 대한민국의 배우이다.

## 생애
김해숙은 경상남도 부산시에서 태어났다. 당시 서울에 아는 사람이 단 한 명도 없었기 때문에 고시원 주인한테 딱 3개월 동안만 도움을 받고 각종 아르바이트를 하면서 가난한 생계를 유지하였다. 1974년 MBC 7기 공채 탤런트로 데뷔하였다. 데뷔 초부터 1990년대까지는 주로 드라마에서 단역을 맡았다. 2000년대 중반부터 김수현, 문영남 작가 드라마의 엄마 역할을 독차지하면서 김혜자, 고두심과 더불어 ‘국민 엄마’라는 타이틀을 지니게 되었다.
2000년대부터는 영화계에서도 활발한 활동을 펼쳤는데, 2012년 영화 《도둑들》의 씹던껌 역할부터 시작해 2015년 《사도》의 인원왕후, 2016년 영화 《아가씨》의 사사키 부인 등 카멜레온 같은 색깔을 뽐내며 젊은 배우들 사이에서도 존재감을 뽐냈다. 2017년 영화 《재심》에서는 엄마 역을 선보였고, 2017년 영화 《희생부활자》에서도 엄마 역할로서 살아 돌아온 엄마가 아들에게 칼을 휘두르는 미스터리한 인물을 연기하였다.
동아산업과 금아가전 등 녹즙기 생산업체들이 자신과의 모델 사용계약 기간이 지난 뒤에도 케이블 TV 광고 등에 원고의 광고방송과 사진을 내보내는 등 초상권을 침해한 것이 알려지자 2001년 6월 2일 이들을 상대로 소송을 제기했다.

## 출연 작품

### 드라마
| 연도   | 방송사 | 제목                                      | 역할                 | 비고              |
| ------ | ------ | ----------------------------------------- | -------------------- | ----------------- |
| 1974년 | MBC    | 수사반장                                  |                      |                   |
| 1974년 | MBC    | 제3교실                                   |                      | 청소년드라마      |
| 1978년 | MBC    | 연지                                      |                      |                   |
| 1979년 | MBC    | 주말연속극 산이 되고 강이 되고            |                      |                   |
| 1979년 | MBC    | 6.25특집극 - 최후의 증인                  | 손지혜               | 단막극            |
| 1980년 | MBC    | 월화드라마 백년손님                       | 정아                 |                   |
| 1980년 | MBC    | 간양록                                    | 아지                 |                   |
| 1981년 | MBC    | 새아씨                                    |                      |                   |
| 1981년 | MBC    | 나리집                                    |                      |                   |
| 1982년 | MBC    | 거부실록 - 공주갑부 김갑순                |                      |                   |
| 1982년 | MBC    | 주말연속극 고백                           |                      |                   |
| 1982년 | MBC    | 주말연속극 미련                           | 김소효               |                   |
| 1982년 | MBC    | 어머니                                    |                      |                   |
| 1983년 | MBC    | 주말연속극 당신의 초상                    |                      |                   |
| 1983년 | MBC    | 조선왕조 오백년 - 추동궁 마마             | 정안왕후 김씨        |                   |
| 1984년 | MBC    | 농무                                      |                      | 4부작 드라마      |
| 1984년 | MBC    | 월화드라마 조선왕조 오백년 - 설중매       | 귀인 정씨            |                   |
| 1985년 | MBC    | MBC 베스트셀러극장 - 귀 좀 빌립시다       | 윤애                 | 단막극            |
| 1986년 | MBC    | 아빠 우리 아빠                            |                      |                   |
| 1986년 | MBC    | 꾸러기                                    |                      | 어린이드라마      |
| 1986년 | MBC    | 주말연속극 풀잎마다 이슬                  | 자영                 |                   |
| 1987년 | MBC    | 전원일기                                  | 김양                 |                   |
| 1988년 | MBC    | 조선왕조 오백년 - 인현왕후                | 명성왕후 김씨        |                   |
| 1988년 | MBC    | MBC 베스트셀러극장 - 미망인               |                      | 단막극            |
| 1988년 | MBC    | 주말드라마 내일 잊으리                    | 지숙                 |                   |
| 1990년 | MBC    | 설날특집극 - 각시방에 사랑 열렸네         | 이상훈 모            | 단막극            |
| 1990년 | MBC    | 꼴찌수색대                                |                      | 어린이드라마      |
| 1990년 | MBC    | 조선왕조 오백년 - 대원군                  | 나합 양씨            |                   |
| 1990년 | MBC    | 월화드라마 춤추는 가얏고                  |                      |                   |
| 1991년 | MBC    | 아침드라마 또 하나의 행복                 | 순미                 |                   |
| 1991년 | SBS    | 유심초                                    |                      |                   |
| 1992년 | MBC    | 주말연속극 마포 무지개                    |                      |                   |
| 1992년 | KBS2   | 주말연속극 사랑을 위하여                  |                      |                   |
| 1993년 | SBS    | 주말극장 산다는 것은                      | 수정                 |                   |
| 1993년 | MBC    | 제3공화국                                 | 박재희               |                   |
| 1993년 | KBS2   | 사랑 그리고 이별                          |                      |                   |
| 1993년 | MBC    | 우리들의 천국                             | 동건 모              |                   |
| 1994년 | SBS    | 월화드라마 작별                           | 나정임               |                   |
| 1994년 | MBC    | 주말연속극 서울의 달                      | 상국 모              |                   |
| 1995년 | MBC    | 수목드라마 숙희                           | 작은 숙희 모, 오인실 |                   |
| 1995년 | MBC    | 주말연속극 동기간                         | 용자 엄마            |                   |
| 1995년 | SBS    | 월화드라마 고백                           | 채영                 |                   |
| 1996년 | SBS    | 월화드라마 만강                           |                      |                   |
| 1996년 | MBC    | 일일연속극 서울 하늘 아래                 |                      |                   |
| 1996년 | KBS1   | TV소설 - 하얀 민들레                      |                      |                   |
| 1997년 | KBS1   | 설날특집극 - 형제                         |                      |                   |
| 1997년 | KBS1   | 일일연속극 정 때문에                      | 양동희               |                   |
| 1997년 | SBS    | 월화드라마 사랑하니까                     | 현이 모              |                   |
| 1998년 | KBS2   | 월화드라마 순수                           |                      |                   |
| 1998년 | MBC    | 아침드라마 사랑을 위하여                  | 영준 모              |                   |
| 1998년 | KBS1   | 일일연속극 내 사랑 내 곁에                | 김영주               |                   |
| 1998년 | SBS    | 주말 특별기획 드라마 삼김시대             | 김옥숙 영부인        |                   |
| 1999년 | MBC    | 주말연속극 사랑해 당신을                  |                      |                   |
| 1999년 | MBC    | 수목드라마 우리가 정말 사랑했을까         | 강재호 모            |                   |
| 1999년 | KBS1   | TV 소설 당신                              | 동서                 |                   |
| 1999년 | SBS    | 수목드라마 퀸                             | 장미 모              |                   |
| 1999년 | MBC    | 특별기획 허준                             | 함안댁               |                   |
| 1999년 | MBC    | 주말연속극 남의 속도 모르고               | 정희                 |                   |
| 2000년 | SBS    | 수목드라마 불꽃                           | 민경 이모            |                   |
| 2000년 | KBS2   | 월화드라마 가을동화                       | 김순임               |                   |
| 2000년 | MBC    | 아침드라마 사랑할수록                     | 맹순자               |                   |
| 2000년 | MBC    | 월화드라마 뜨거운 것이 좋아               |                      |                   |
| 2001년 | KBS2   | 단막극 드라마시티 - 술래잡기              | 숙희 어머니          |                   |
| 2001년 | MBC    | 주말연속극 그 여자네 집                   | 태주 모              |                   |
| 2001년 | SBS    | 월화드라마 여인천하                       | 박씨                 |                   |
| 2001년 | KBS1   | 일일연속극 사랑은 이런거야                | 장오복               |                   |
| 2001년 | MBC    | 일일연속극 결혼의 법칙                    | 오미자               |                   |
| 2002년 | KBS2   | 월화드라마 겨울 연가                      | 유진 모              |                   |
| 2002년 | MBC    | 수목드라마 로망스                         | 이영숙               |                   |
| 2002년 | KBS1   | 일일연속극 당신 옆이 좋아                 | 강영숙               |                   |
| 2002년 | MBC    | 아침드라마 황금마차                       | 김진분               |                   |
| 2003년 | KBS2   | 주말연속극 진주 목걸이                    | 정인숙               |                   |
| 2003년 | MBC    | 수목 미니시리즈 위풍당당 그녀             | 김길녀               |                   |
| 2003년 | SBS    | 주말극장 흐르는 강물처럼                  | 상희 모              |                   |
| 2003년 | KBS2   | 월화드라마 여름향기                       | 민우 모              |                   |
| 2003년 | KBS2   | 추석 특집 드라마 혼수                     | 박진숙               |                   |
| 2003년 | KBS2   | KBS 드라마시티 - 나의 그녀 이야기         |                      | 단막극, 특별 출연 |
| 2004년 | KBS2   | 월화드라마 낭랑 18세                      | 정숙 모              |                   |
| 2004년 | SBS    | 주말극장 작은 아씨들                      | 윤자                 |                   |
| 2004년 | KBS2   | 월화드라마 오!필승 봉순영                 | 순영 모, 박옥자      |                   |
| 2004년 | KBS2   | 주말연속극 부모님전상서                   | 김옥화               |                   |
| 2004년 | MBC    | 아침드라마 열정                           | 정 여사              |                   |
| 2005년 | KBS2   | 수목드라마 장밋빛 인생                    | 맹순이 모            |                   |
| 2005년 | KBS1   | 일일연속극 별난여자 별난남자              | 강민숙               |                   |
| 2006년 | MBC    | 아침드라마 이제 사랑은 끝났다             | 장용실               |                   |
| 2006년 | KBS2   | 월화드라마 봄의 왈츠                      | 은영 모, 조양순      |                   |
| 2006년 | SBS    | 추석특집극 - 내 사랑 달자씨               | 오달자               |                   |
| 2006년 | SBS    | 월화드라마 천국보다 낯선                  | 김복자               |                   |
| 2006년 | KBS2   | 주말연속극 소문난 칠공주                  | 경명자               |                   |
| 2007년 | SBS    | 드라마 스페셜 외과의사 봉달희             | 양은자               |                   |
| 2007년 | MBC    | 주말드라마 문희                           | 장한나               |                   |
| 2007년 | KBS1   | 일일연속극 미우나 고우나                  | 오동지               |                   |
| 2007년 | SBS    | 주말 특별기획 드라마 조강지처 클럽        | 안양순               |                   |
| 2008년 | SBS    | 수목드라마 불한당                         | 이순섬               |                   |
| 2008년 | MBC    | 아침드라마 하얀 거짓말                    | 신정옥 여사          |                   |
| 2009년 | SBS    | 드라마 스페셜 카인과 아벨                 | 선우 모, 나혜주      |                   |
| 2009년 | MBC    | 주말연속극 잘했군 잘했어                  | 강주 모, 왕영순      |                   |
| 2010년 | SBS    | 주말 특별기회 드라마 인생은 아름다워      | 김민재               |                   |
| 2011년 | SBS    | 월화드라마 천일의 약속                    | 강수정               |                   |
| 2011년 | TV조선 | 주말드라마 고봉실 아줌마 구하기           | 고봉실               |                   |
| 2012년 | MBC    | 일일연속극 그대 없인 못살아               | 장인자               |                   |
| 2012년 | JTBC   | 주말 특별기획 드라마 무자식 상팔자        | 이지애               |                   |
| 2013년 | SBS    | 드라마 스페셜 너의 목소리가 들려          | 어춘심               |                   |
| 2013년 | SBS    | 월화드라마 수상한 가정부                  | 홍 소장              |                   |
| 2013년 | KBS2   | 주말연속극 왕가네 식구들                  | 이앙금               |                   |
| 2014년 | SBS    | 설날특집극 시월의 어느 멋진 날에          | 강윤금               | 단막극            |
| 2014년 | MBC    | 주말 특별기획 드라마 호텔킹               | 백미녀               |                   |
| 2014년 | tvN    | 금토드라마 연애 말고 결혼                 | 신봉향               |                   |
| 2014년 | SBS    | 드라마 스페셜 피노키오                    | 박로사               |                   |
| 2014년 | KBS1   | 일일연속극 당신만이 내사랑                | 오말수               |                   |
| 2015년 | MBC    | 주말연속극 여자를 울려                    | 덕인 생모 박화순     |                   |
| 2016년 | SBS    | 주말드라마 그래, 그런거야                 | 한혜경               |                   |
| 2017년 | SBS    | 드라마 스페셜 사임당, 빛의 일기           | 김정희 / 귀인 남씨   |                   |
| 2017년 | KBS2   | 주말연속극 아버지가 이상해                | 나영실               |                   |
| 2017년 | SBS    | 월화드라마 귓속말                         | 김숙희               |                   |
| 2017년 | SBS    | 드라마 스페셜 이판사판                    | 유명희               |                   |
| 2018년 | tvN    | 월화드라마 멈추고 싶은 순간 : 어바웃 타임 | 오소녀               |                   |
| 2018년 | tvN    | 토일드라마 나인룸                         | 장화사               |                   |
| 2019년 | TV조선 | 주말드라마 바벨                           | 신현숙               |                   |
| 2019년 | KBS2   | 주말드라마 세상에서 제일 예쁜 내 딸       | 박선자               |                   |
| 2020년 | tvN    | 목요드라마 슬기로운 의사생활              | 정로사               |                   |
| 2020년 | tvN    | 토일드라마 스타트업                       | 최원덕               |                   |
| 2020년 | TV조선 | 주말드라마 복수해라                       | 국민배우             | 특별출연          |
| 2021년 | tvN    | 목요드라마 슬기로운 의사생활2             | 정로사               |                   |
| 2021년 | JTBC   | 주말드라마 구경이                         | 용 국장(용숙)        |                   |

### 영화
| 연도   | 제목                | 역할                   | 비고      |
| ------ | ------------------- | ---------------------- | --------- |
| 1976년 | 성난 능금           |                        |           |
| 1981년 | 종군수첩            |                        |           |
| 1981년 | 사랑하는 사람아     |                        |           |
| 1981년 | 육체의 문           |                        |           |
| 1982년 | 정부                |                        |           |
| 1982년 | 죽으면 살리라       |                        |           |
| 1982년 | 화녀'82             |                        |           |
| 1984년 | 사랑하는 사람아 3   |                        |           |
| 1984년 | 반노 2              |                        |           |
| 1985년 | 그 어둠에 사랑이    |                        |           |
| 1985년 | 목없는 여살인마     |                        |           |
| 1986년 | 비내리는 영동교     |                        |           |
| 1987년 | 이브의 건넌방       |                        |           |
| 1992년 | 겨울 미리내         |                        |           |
| 2000년 | 단적비연수          |                        |           |
| 2001년 | 엽기적인 그녀       |                        |           |
| 2002년 | 가문의 영광         | 대서 모                |           |
| 2003년 | 오! 해피데이        | 미스 공 어머니, 미숙   |           |
| 2003년 | 국화꽃 향기         | 인하 모                |           |
| 2004년 | 령                  | 지원 모                | 특별 출연 |
| 2004년 | 우리 형             | 어머니                 |           |
| 2005년 | 몽정기 2            | 성은 모                | 우정 출연 |
| 2005년 | 파랑주의보          | 수호 모                | 특별 출연 |
| 2006년 | 해바라기            | 양덕자                 |           |
| 2008년 | 무방비도시          | 강만옥                 |           |
| 2008년 | 경축! 우리 사랑     | 봉순                   |           |
| 2008년 | 눈에는 눈 이에는 이 | 도수 모                | 특별 출연 |
| 2009년 | 박쥐                | 태주 시어머니, 라 여사 |           |
| 2010년 | 친정엄마            | 엄마                   |           |
| 2011년 | 마마                | 옥주                   |           |
| 2012년 | 원더풀 라디오       | 이 여사                | 특별 출연 |
| 2012년 | 도둑들              | 씹던껌                 |           |
| 2012년 | 음치클리닉          | 동주 엄마              | 특별 출연 |
| 2013년 | 깡철이              | 순이                   |           |
| 2013년 | 소원                | 정숙                   |           |
| 2014년 | 군도: 민란의 시대   | 돌무치 모              |           |
| 2015년 | 적도                | 박영숙                 |           |
| 2015년 | 암살                | 아네모네 마담          |           |
| 2015년 | 사도                | 인원왕후               |           |
| 2016년 | 아가씨              | 사사키 부인            |           |
| 2016년 | 터널                | 김영자 장관            | 특별 출연 |
| 2017년 | 재심                | 순임                   |           |
| 2017년 | 미스 푸줏간         | 부검의                 | 특별 출연 |
| 2017년 | 희생부활자          | 최명숙                 |           |
| 2017년 | 신과함께: 죄와 벌   | 초강대왕               | 특별 출연 |
| 2018년 | 허스토리            | 배정길                 |           |
| 2019년 | 크게 될 놈          | 순옥                   |           |
| 2020년 | 휴가                | 박복자                 |           |

## 연기 외 활동

### 텔레비전 프로그램
| 연도   | 방송사 | 제목                      | 역할   | 비고                |
| ------ | ------ | ------------------------- | ------ | ------------------- |
| 1995년 | KBS2   | 가족오락관                | 게스트 |                     |
| 1997년 | KBS1   | TV는 사랑을 싣고          | 게스트 |                     |
| 2010년 | KBS2   | 김승우의 승승장구         | 게스트 | 김해숙 편(12회)     |
| 2013년 | SBS    | 힐링캠프, 기쁘지 아니한가 | 게스트 | 김해숙 편(90회)     |
| 2019년 | KBS2   | 해피투게더 4              | 게스트 | 세.젤.예 특집(28회) |

### 광고
| 연도   | 광고명                                                             |
| ------ | ------------------------------------------------------------------ |
| 1984년 | - 롯데칠성 참두유 - 롯데제과 홀리데이                              |
| 1985년 | - 태극제약 도미나 크림 - 롯데칠성 델몬트 오렌지 주스 (with 이민우) |
| 1986년 | - 바이엘코리아 탈시드 (with 김벌래)                                |
| 1989년 | - 롯데기공 롯데가스보일러 - 대도제약 아토실                        |
| 2005년 | - 농심 무파마 탕면                                                 |
| 2009년 | - 보람상조                                                         |

## 기타 경력
| 연도   | 홍보대사명                      |
| ------ | ------------------------------- |
| 2014년 | - 프란치스코 교황 방한 홍보대사 |

## 수상 및 후보
| 연도   | 시상식                             | 부문                             | 작품                     | 결과 |
| ------ | ---------------------------------- | -------------------------------- | ------------------------ | ---- |
| 1999년 | KBS 연기대상                       | 여자 조연상                      | TV 소설 - 당신           | 후보 |
| 2000년 | KBS 연기대상                       | 여자 조연상                      | 가을동화                 | 수상 |
| 2004년 | 제25회 청룡영화상                  | 여우조연상                       | 우리형                   | 후보 |
| 2004년 | 제3회 대한민국 영화대상            | 여우주연상                       | 우리형                   | 후보 |
| 2004년 | KBS 연기대상                       | 여자 조연상                      | 오!필승 봉순영           | 수상 |
| 2005년 | KBS 연기대상                       | 여자 최우수연기상                | 장밋빛 인생              | 수상 |
| 2006년 | KBS 연기대상                       | 여자 최우수연기상                | 소문난 칠공주, 봄의 왈츠 | 후보 |
| 2007년 | 제16회 일본영화비평가대상          | 국제협력상                       | 빈칸                     | 수상 |
| 2007년 | SBS 연기대상                       | 연속극부문 여자 조연상           | 조강지처 클럽            | 후보 |
| 2008년 | 제17회 부일영화상                  | 여우주연상                       | 경축! 우리 사랑          | 후보 |
| 2008년 | 제17회 부일영화상                  | 여우조연상                       | 무방비 도시              | 수상 |
| 2008년 | 제45회 대종상                      | 여우주연상                       | 경축! 우리 사랑          | 후보 |
| 2008년 | 제45회 대종상                      | 여우조연상                       | 무방비 도시              | 수상 |
| 2008년 | 제29회 청룡영화상                  | 여우조연상                       | 무방비 도시              | 후보 |
| 2008년 | 제7회 대한민국 영화대상            | 여우주연상                       | 경축! 우리 사랑          | 후보 |
| 2008년 | 제2회 코리아 드라마 어워즈         | 심사위원 특별상                  | 조강지처 클럽            | 수상 |
| 2008년 | SBS 연기대상                       | 여자 최우수연기상                | 조강지처 클럽            | 후보 |
| 2009년 | 제6회 맥스무비 최고의 영화상       | 최고의 여자조연배우상            | 무방비 도시              | 수상 |
| 2009년 | 제45회 백상예술대상                | 영화부문 여자 최우수연기상       | 경축! 우리 사랑          | 후보 |
| 2009년 | 제17회 이천춘사대상영화제          | 여우조연상                       | 박쥐                     | 수상 |
| 2009년 | 제5회 대한민국 대학영화제          | 여우조연상                       | 박쥐                     | 수상 |
| 2009년 | 제46회 대종상                      | 여우조연상                       | 박쥐                     | 후보 |
| 2009년 | 제30회 청룡영화상                  | 여우조연상                       | 박쥐                     | 수상 |
| 2009년 | SBS 연기대상                       | 드라마스페셜부문 여자 조연상     | 카인과 아벨              | 후보 |
| 2010년 | 제3회 코리아 드라마 어워즈         | 여자 조연상                      | 인생은 아름다워          | 수상 |
| 2010년 | 제1회 대한민국 대중문화예술상      | 국무총리 표창                    | 빈칸                     | 수상 |
| 2010년 | 제11회 대한민국연예문화상          | 탤런트부문 여자대상              | 인생은 아름다워          | 수상 |
| 2011년 | SBS 연기대상                       | 특별기획부문 여자 특별연기상     | 천일의 약속              | 후보 |
| 2012년 | 제21회 부일영화상                  | 여우조연상                       | 도둑들                   | 후보 |
| 2012년 | 제49회 대종상                      | 여우조연상                       | 도둑들                   | 수상 |
| 2012년 | 제33회 청룡영화상                  | 여우조연상                       | 도둑들                   | 후보 |
| 2012년 | MBC 연기대상                       | 여자 황금연기상                  | 그대 없인 못살아         | 후보 |
| 2013년 | 제4회 올해의 영화상                | 여우조연상                       | 도둑들                   | 수상 |
| 2013년 | SBS 연기대상                       | 미니시리즈부문 여자 특별연기상   | 너의 목소리가 들려       | 후보 |
| 2013년 | KBS 연기대상                       | 대상                             | 왕가네 식구들            | 후보 |
| 2013년 | KBS 연기대상                       | 여자 최우수연기상                | 왕가네 식구들            | 후보 |
| 2015년 | 제52회 대종상                      | 여우조연상                       | 사도                     | 수상 |
| 2016년 | 제11회 맥스무비 최고의 영화상      | 최고의 여자조연배우상            | 암살                     | 후보 |
| 2016년 | SBS 연기대상                       | 장편드라마부문 여자 최우수연기상 | 그래, 그런거야           | 수상 |
| 2017년 | 2017 한국영화를 빛낸 스타상 시상식 | 스타상                           | 재심                     | 수상 |
| 2017년 | 제54회 대종상                      | 여우조연상                       | 재심                     | 후보 |
| 2017년 | 제38회 청룡영화상                  | 여우조연상                       | 재심                     | 후보 |
| 2017년 | KBS 연기대상                       | 대상                             | 아버지가 이상해          | 후보 |
| 2017년 | KBS 연기대상                       | 여자 최우수연기상                | 아버지가 이상해          | 후보 |
| 2017년 | KBS 연기대상                       | 장편드라마부문 여자 우수연기상   | 아버지가 이상해          | 후보 |
| 2017년 | KBS 연기대상                       | 여자 네티즌상                    | 아버지가 이상해          | 후보 |
| 2018년 | 제55회 대종상                      | 여우주연상                       | 허스토리                 | 후보 |
| 2019년 | 제12회 코리아 드라마 어워즈        | 연기대상                         | 세상에서 제일 예쁜 내 딸 | 후보 |
| 2019년 | 제27회 대한민국 문화연예대상       | 드라마부문 대상                  | 세상에서 제일 예쁜 내 딸 | 수상 |
| 2019년 | KBS 연기대상                       | 대상                             | 세상에서 제일 예쁜 내 딸 | 후보 |
| 2019년 | KBS 연기대상                       | 여자 최우수연기상                | 세상에서 제일 예쁜 내 딸 | 후보 |
| 2019년 | KBS 연기대상                       | 장편드라마부문 여자 우수연기상   | 세상에서 제일 예쁜 내 딸 | 후보 |
| 2019년 | KBS 연기대상                       | 여자 네티즌상                    | 세상에서 제일 예쁜 내 딸 | 후보 |
| 2022년 | MBC 연기대상                       | 베스트 캐릭터상                  | 내일                     | 후보 |
| 2023년 | SBS 연기대상                       | 미니시리즈 장르·액션부문 조연상  | 악귀                     | 후보 |